# Тихомиров Анатолій Михайлович
Анато́лій Миха́йлович Тихоми́ров (* 6 лютого 1947, Бобруйськ (Білорусь) — український тренер, 1996 — заслужений працівник фізкультури та спорту України.

## Короткий життєпис
1969 року закінчив Київський державний інститут фізичної культури.
Був тренером призера Олімпійських ігор в Атланті Крикуна Олександра Володимировича — метання молота, зайняв третє місце.
Є тренером з метання молоту спортивної дитячо-юнацької школи олімпійських рекордів міста Черкаси.
Тренує метальницю молота Семенкову Валерію.
Входить до складу тренерської ради збірної команди Черкаської області з легкої атлетики.